# 45 ani de muzichie
45 ani de muzichie este o compilație promoțională lansată de formația Phoenix cu ocazia evenimentului „Phoenix & Friends – 100% Unplugged” ce a avut loc la Teatrul Național din București pe data de 19 noiembrie 2007, când a fost marcată împlinirea a 45 de ani de activitate pentru trupa originară din Timișoara. Evenimentul a constat într-un concert Phoenix acustic, desfășurat în sala mare a teatrului, cu participarea câtorva invitați (Johnny Răducanu, Moni Bordeianu, Gheorghe Zamfir, Dumitru Fărcaș, Marius Mihalache, Tavi Colen, Stelu Enache, Ludovic Orban, Cvartetul Passion), alături de o expoziție de artă, în foaierul teatrului, cu lucrări semnate de Nicolae Covaci.
Compilația de față este alcătuită din piese extrase de pe albumele SymPhoenix/Timișoara (1992), Evergreens (1995) și Aniversare 35 (1997), fiind produsă de Asociația Culturală Nicolae Covaci și coprodusă de TVR 2, sub egida Phoenix Records. Broșura asociată CD-ului conține o scurtă prezentare a evenimentului aniversar și o imagine cu sculptura „Singuraticul” realizată de Covaci. Există și o versiune alternativă a acestui disc, apărută tot în 2007, prin intermediul băncii EximBank și intitulată Aniversare 15 ani EximBank Romania.

## Piese
1. Ciocârlia Aniversare 35 (1997)
2. Vremuri Evergreens (1995)
3. Canarul Evergreens (1995)
4. Nunta SymPhoenix/Timișoara (1992)
5. Strunga SymPhoenix/Timișoara (1992)
6. Andrii Popa Aniversare 35 (1997)
7. Mica țiganiadă SymPhoenix/Timișoara (1992)
8. Ochii negri, ochi de țigan SymPhoenix/Timișoara (1992)
9. Mugur de fluier SymPhoenix/Timișoara (1992)
10. Muzică și muzichiie Evergreens (1995)
11. Anule, hanule SymPhoenix/Timișoara (1992)
12. Negru Vodă Aniversare 35 (1997)